# Паляница (шибболет)
Обращение к собеседнику с требованием «Скажи „паляница“!» (укр. Скажи паляниця) представляет собой лингвистический шибболет, используемый в Украине как средство опознания, является ли украинский язык для человека родным.

## Описание

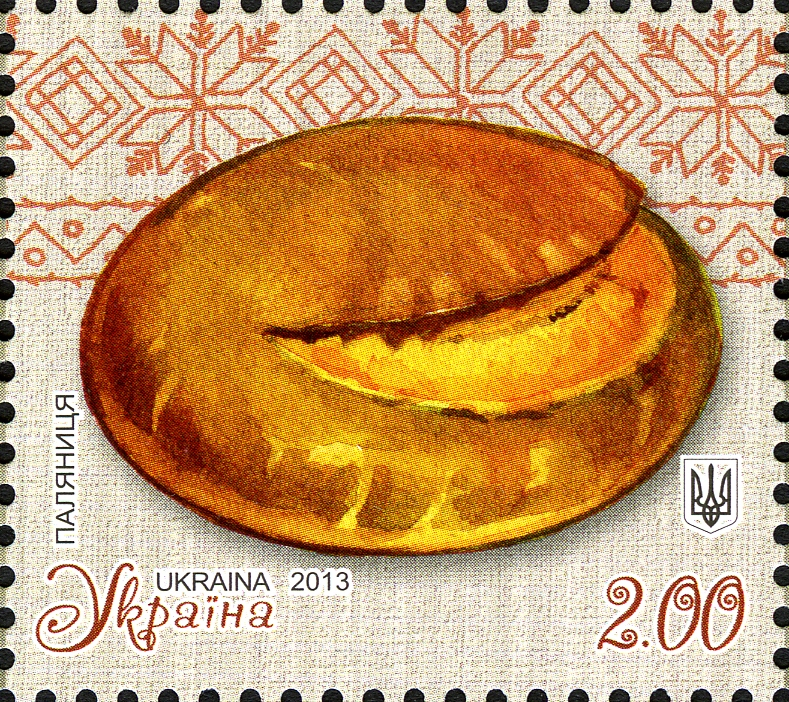
Паляница

Паляницей на Украине называется приплюснутый округлый хлеб из пшеничной муки, наименование которого связано с тем, что при испечении его нанизывали на кол (укр. паля), чтобы снять его с пода.
Легенды гласят, что украинцы использовали свой шибболет «паляница» ещё во времена Украинской Народной Республики. Старший научный сотрудник Института Кеннана (Международный научный центр им. Вудро Вильсона) Михаил Минаков отмечает, что определение «москаля» во времена войны в Донбассе, согласно популярной мифологии, происходило при помощи непроизносимой для русского «паляницы». Издание «БелСат» считает, что он помог украинским силам во время войны в Донбассе, начавшейся в 2014 году.
В ходе вторжения России на Украину и в силу необходимости выявления диверсионно-разведывательных групп распространилась практика проверки, является ли для человека украинский язык родным, с помощью требования произнести слово «паляница». Согласно распространённой к 2022 году на Украине городской легенде считается, что множество российских диверсантов было разоблачено на блокпостах Вооружённых сил Украины потому, что не сумели произнести слово «паляница» правильно. Утверждается, что русскоязычные украинцы при определённом напряжении смогут произнести слово верно, а русские — ни за что.
Телеведущая Ольга Скабеева рассказывала об этом шибболете телезрителям, однако перепутала «паляницу» с «полуницей» (на русском языке это значит «клубника»). Спустя небольшое время после эфира Скабеевой стали появляться мемы, наклейки в Telegram или шуточные сюжеты на ТВ, связанные с данной оговоркой.

## Оценки
Языковед и заместитель директора Института языкознания Академии наук Украины Александр Скопненко считает, что суть слова «паляница» как шибболета заключается в абсолютном отличии украинского звука «ы» от аналогичного звука в русском языке. Скопненко говорит, что он формируется в совершенно другой части речевого аппарата, и даже в транскрипции обозначается другим значком. При этом мягкое произношение звука «ц» в украинском языке Скопненко определяет древним отличием от всех остальных славянских языков. «Когда эти два фактора накладываются друг на друга, то для людей, не являющихся носителями украинского, начинаются большие проблемы» — сказал в интервью «Би-би-си» языковед.